# Somerville (Indiana)
Somerville és una població dels Estats Units a l'estat d'Indiana. Segons el cens del 2000 tenia 312 habitants.

## Demografia
Segons el cens del 2000, Somerville tenia 312 habitants, 124 habitatges, i 81 famílies. La densitat de població era de 415,4 habitants/km².
Dels 124 habitatges en un 28,2% hi vivien nens de menys de 18 anys, en un 59,7% hi vivien parelles casades, en un 5,6% dones solteres, i en un 33,9% no eren unitats familiars. En el 30,6% dels habitatges hi vivien persones soles el 16,9% de les quals corresponia a persones de 65 anys o més que vivien soles. El nombre mitjà de persones vivint en cada habitatge era de 2,52 i el nombre mitjà de persones que vivien en cada família era de 3,18.
Per edats la població es repartia de la següent manera: un 24,7% tenia menys de 18 anys, un 4,8% entre 18 i 24, un 30,8% entre 25 i 44, un 24,4% de 45 a 60 i un 15,4% 65 anys o més.
L'edat mediana era de 40 anys. Per cada 100 dones de 18 o més anys hi havia 86,5 homes.
La renda mediana per habitatge era de 34.464 $ i la renda mediana per família de 43.750 $. Els homes tenien una renda mediana de 30.750 $ mentre que les dones 22.083 $. La renda per capita de la població era de 12.147 $. Entorn del 3,3% de les famílies i el 5,2% de la població estaven per davall del llindar de pobresa.

## Poblacions més properes
El següent diagrama mostra les poblacions més properes.